# Ubisoft Red Storm
Ubisoft Red Storm (formalmente Red Storm Entertainment) é uma subsidiária da Ubisoft Entertainment desde agosto de 2000, sediada em Morrisville (Carolina do Norte), especializada em jogos eletrônicos. O principal foco de seus trabalhos são os jogos baseados nos livros de Tom Clancy. Fundada em novembro de 1996 pelo autor Tom Clancy, empresário Doug Littlejohns, e a companhia de desenvolvimento de software Virtus Corporation.

## Jogos
| Ano  | Título                                                 | Plataforma(s)                                                       | Nota(s)                                                |
| ---- | ------------------------------------------------------ | ------------------------------------------------------------------- | ------------------------------------------------------ |
| 1997 | Tom Clancy's Politika                                  | Microsoft Windows                                                   | —                                                      |
| 1998 | Dominant Species                                       | Microsoft Windows                                                   | —                                                      |
| 1998 | Tom Clancy's ruthless.com                              | Microsoft Windows                                                   | —                                                      |
| 1998 | Tom Clancy's Rainbow Six                               | Microsoft Windows, PlayStation, Nintendo 64                         | —                                                      |
| 1999 | Aironauts                                              | PlayStation                                                         | —                                                      |
| 1999 | Rainbow Six: Eagle Watch                               | Microsoft Windows                                                   | Pacote de expansão do Tom Clancy's Rainbow Six         |
| 1999 | Tom Clancy's Rainbow Six: Rogue Spear                  | Microsoft Windows, Sega Dreamcast, PlayStation                      | Co-desenvolvido com a Ubisoft Milan                    |
| 1999 | Force 21                                               | Microsoft Windows                                                   | —                                                      |
| 2000 | Bang! Gunship Elite                                    | Microsoft Windows, Sega Dreamcast                                   | —                                                      |
| 2000 | Rainbow Six: Rogue Spear: Urban Operations             | Microsoft Windows                                                   | Pacote de expansão Rainbow Six: Rogue Spear            |
| 2000 | Rainbow Six: Rogue Spear: Covert Ops                   | Microsoft Windows                                                   | Pacote de expansão Rainbow Six: Rogue Spear            |
| 2000 | Shadow Watch                                           | Microsoft Windows                                                   | —                                                      |
| 2000 | Freedom: First Resistance                              | Microsoft Windows                                                   | —                                                      |
| 2001 | Rainbow Six: Rogue Spear: Black Thorn                  | Microsoft Windows                                                   | Pacote de expansão Rainbow Six: Rogue Spear            |
| 2001 | Tom Clancy's Ghost Recon                               | Microsoft Windows, PlayStation 2, Xbox, GameCube                    | —                                                      |
| 2002 | Ghost Recon: Desert Siege                              | Microsoft Windows, PlayStation 2, Xbox, GameCube                    | Pacote de expansão Tom Clancy's Ghost Recon            |
| 2002 | Ghost Recon: Island Thunder                            | Microsoft Windows, Xbox                                             | Pacote de expansão Tom Clancy's Ghost Recon            |
| 2002 | The Sum of All Fears                                   | Microsoft Windows, GameCube, Game Boy Advance                       | —                                                      |
| 2002 | Tom Clancy's Rainbow Six: Lone Wolf                    | PlayStation                                                         | —                                                      |
| 2003 | Tom Clancy's Rainbow Six 3: Raven Shield               | Microsoft Windows                                                   | Co-desenvolvido pela Ubisoft Milan e Ubisoft Montreal  |
| 2004 | Tom Clancy's Ghost Recon: Jungle Storm                 | PlayStation 2                                                       | —                                                      |
| 2004 | Tom Clancy's Ghost Recon 2                             | PlayStation 2, Xbox, GameCube                                       | —                                                      |
| 2005 | Tom Clancy's Rainbow Six: Lockdown                     | Microsoft Windows, GameCube, PlayStation 2, Xbox                    | —                                                      |
| 2005 | Tom Clancy's Ghost Recon 2: Summit Strike              | Xbox                                                                | —                                                      |
| 2005 | Tom Clancy's Rainbow Six 3: Raven Shield: Athena Sword | Microsoft Windows                                                   | Co-desenvolvivo pela Ubisoft Milan e Ubisoft Montreal  |
| 2006 | Tom Clancy's Ghost Recon Advanced Warfighter           | Xbox 360                                                            | —                                                      |
| 2007 | Tom Clancy's Ghost Recon Advanced Warfighter 2         | PlayStation 3, Xbox 360                                             | —                                                      |
| 2007 | America's Army: True Soldiers                          | Xbox 360                                                            | —                                                      |
| 2008 | Tom Clancy's Rainbow Six 3: Raven Shield: Iron Wrath   | Microsoft Windows                                                   | Co-desenvolvido com a Ubisoft Milan e Ubisoft Montreal |
| 2012 | Tom Clancy's Ghost Recon: Future Soldier               | Microsoft Windows, PlayStation 3, Xbox 360                          | Co-desenvolvido com a Ubisoft Paris                    |
| 2012 | Far Cry 3                                              | Microsoft Windows, PlayStation 3, Xbox 360                          | Co-desenvolvido com a Ubisoft Montreal                 |
| 2014 | Far Cry 4                                              | Microsoft Windows, PlayStation 3, PlayStation 4, Xbox 360, Xbox One | Co-desenvolvido com a Ubisoft Montreal                 |
| 2016 | Tom Clancy's The Division                              | Microsoft Windows, PlayStation 4, Xbox One                          | Co-desenvolvivo com a Massive Entertainment            |
| 2016 | Werewolves Within                                      | PlayStation 4, Microsoft Windows                                    | —                                                      |
| 2017 | Star Trek: Bridge Crew                                 | PlayStation 4, Microsoft Windows                                    | —                                                      |